# Senožeče
Senožeče (Duits: Senosetsch; Italiaans: Senosecchia) is een plaats in Slovenië en maakt deel uit van de gemeente Divača in de NUTS-3-regio Obalnokraška. De plaats telde 616 inwoners op 1 januari 2020.